# Feldbahn der Roça Boa Entrada
| Feldbahn der Roça Boa Entrada                                                             | Feldbahn der Roça Boa Entrada |
| ----------------------------------------------------------------------------------------- | ----------------------------- |
| Weiche der Feldbahn der Roça Boa Entrada Ankunft des Kakaos auf dem Fermentations-Plateau |                               |
| Ehemaliger Streckenverlauf von 1958 auf einer Karte von 2022                              |                               |
| Streckenlänge:                                                                            | ca. 30 km                     |
| Spurweite:                                                                                | 600 mm (Schmalspur)           |
|                                                                                           |                               |

Die Feldbahn der Roça Boa Entrada führte in São Tomé e Príncipe von der Küste zu der auf 186 m Höhe über dem Meeresspiegel gelegenen Roça Boa Entrada, die 1870 gegründet worden war, um Kakao, Bananen, Brotfrucht und Kopra anzubauen.

## Geschichte
Die Feldbahn mit einer Spurweite von 600 mm und einem Schienen-Metergewicht von 7 kg/m  war 1910 bereits 23 km lang und wurde bis 1924 auf 30 km verlängert. Insbesondere bot sie eine 6–7 km lange Verbindung zwischen der Roça und der Anlegestelle am Praia Juventude, südlich des Dorfes Micoló. Zu den sichtbaren Überresten gehören ein Damm mit einer kleinen Brücke und einige Gleisreste an einer Straßenkreuzung.